# Michał Englert
Michał Englert (ur. 4 maja 1975 w Warszawie) – polski operator filmowy i scenarzysta, laureat nagrody na Festiwalu Polskich Filmów Fabularnych (2008) za najlepsze zdjęcia  do obrazu 33 sceny z życia (2008).

## Życiorys
W 2000 roku ukończył studia na Wydziale Operatorskim Państwowej Wyższej Szkoły Filmowej, Telewizyjnej i Teatralnej im. Leona Schillera w Łodzi. Podczas swojej kariery współpracował między innymi z Jackiem Borcuchem i Małgorzatą Szumowską.

### Rodzina
Jest synem aktorki Marty Lipińskiej i reżysera Macieja Englerta oraz bratem kostiumograf Anny Englert. Jego stryjem jest aktor filmowy i teatralny Jan Englert, stryjenką - aktorka Beata Ścibakówna, a siostrą stryjeczną - także aktorka Helena Englert. Był mężem reżyserki Małgorzaty Szumowskiej. Ma dwoje dzieci ze związku z Mają Ostaszewską.

## Filmografia

### Zdjęcia
- 1997: Cisza
- 1998: Wakacje Tosi
- 1999: Gry i zabawy dorosłych pięknych dwudziestowiecznych
- 1999: Dziecięce zabawy pięknych dwudziestowiecznych
- 2000: Szczęśliwy człowiek
- 2000: Bezsenność tej nocy
- 2000: M jak miłość (serial TV 2000– )
- 2000: Wniebowstąpienie
- 2000: Ślub w domu samotności (TV)
- 2001: Dokument...
- 2001: Aniołki (serial TV 2001)
- 2001: P.S.
- 2001: Opowiem ci bajkę (TV)
- 2002: Za jakieś 1000 lat
- 2003: Zaginiona (serial TV 2003– )
- 2003: Magiczne drzewo (serial TV 2003–2006, 2013)
- 2004: Talki z resztą (serial TV 2004– )
- 2004: Ono
- 2004: Wizje Europy, etiuda Skrzyżowanie (Visions of Europe, segment Crossroad)
- 2005: Solidarność, Solidarność... (TV)
- 2005: Wiedźmy (serial TV 2005–2006)
- 2006: Dolina kwiatów (Valley of Flowers)
- 2006: Mrok (serial TV 2006– )
- 2007: Gimnastyczka
- 2007: Dwie strony medalu (serial TV 2007– )
- 2008: 39 i pół (serial TV 2008–2009)
- 2008: 33 sceny z życia
- 2008: Rozmowy nocą
- 2009: Miłość na wybiegu
- 2009: Wszystko, co kocham
- 2010: Skrzydlate świnie
- 2011: Sponsoring
- 2011: Bez tajemnic (serial TV 2011–2013)
- 2013: Nieulotne
- 2013: Kongres (The Congress)
- 2013: W imię...
- 2013: Bilet na Księżyc
- 2014: Elixir
- 2014: Pani z przedszkola
- 2015: Anatomia zła
- 2015: Body/Ciało
- 2016: Prawdziwe zbrodnie (True Crimes)
- 2016: Maria Skłodowska-Curie
- 2017: Gwiazdy
- 2018: Twarz
- 2018: Ślepnąc od świateł (serial HBO 2018)
- 2024: Światłoczuła

### Scenariusz
- 2000: Wniebowstąpienie
- 2004: Wizje Europy, etiuda Skrzyżowanie (Visions of Europe, segment Crossroad)
- 2005: Klinika samotnych serc (serial TV 2005– )
- 2013: W imię...
- 2015: Body/Ciało
- 2018: Twarz
- 2020: Śniegu już nigdy nie będzie